# Суссекс
Суссекс или Сассекс (англ. Sussex, /ˈsʌsɪks/; древнеангл. Suth-Seax — Sūþsēaxe (South Saxons); сокращённо Sx) — историческое графство Юго-Восточной Англии, располагающееся примерно на территории древнего королевства Суссекс. Площадь — 3776 км², в 1891 году в графстве проживало 380 тысяч жителей.

## Территория

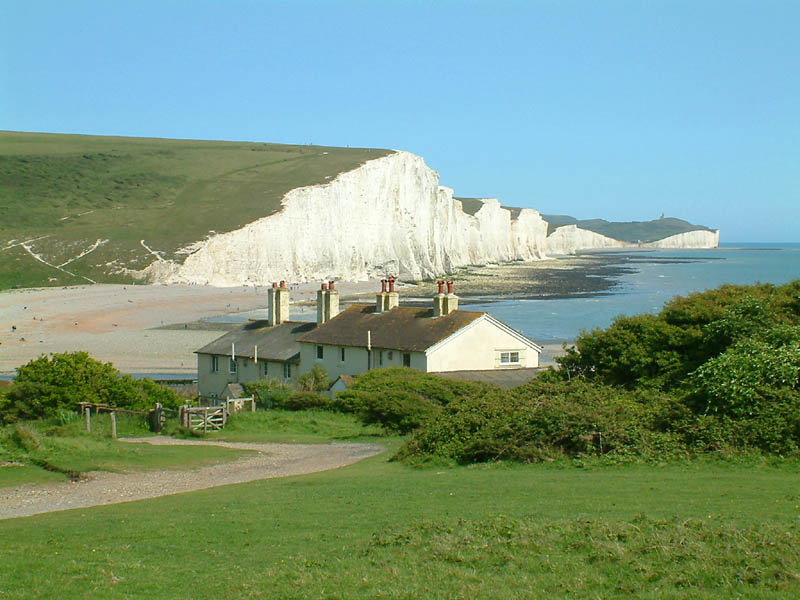
Севен-Систерс (скалы)

Суссекс окружают графства на севере — Суррей, на востоке — Кент и на западе — Гэмпшир, а на юге — пролив Ла-Манш. Суссекс для местного управления разделён на графства Западный Суссекс, Восточный Суссекс и город Брайтон и Хоув. Город Брайтон и Хоув создан как унитарная власть в 1997 году; городской статус предоставлен в 2000 году. До тех пор Чичестер являлся единственным городом-сити Суссекса.
Цепь холмов Соут Доунс пересекают Суссекс и заканчиваются скалистым мысом Бичи-Хэд. Холмы эти меловой формации и покрыты слоем торфяника. К Суссексу от них до холмов графства Суррей тянется плодородная и лесистая равнина. Между Соут Доунс и морем, а равно и в болотистой местности к востоку от Бичи-Хэд, много плодородных участков. Главные pp. — Арон, Ротер, Уз и Адор, имеют незначительную длину, впадают в Ла-Манш.

## Климат
Климат Суссекса мягкий, жатвы ранние. Пшеница, овес, ячмень и репа — главные земледельческие продукты; на востоке выращивается много хмеля. Развито скотоводство; славятся соутдоунские овцы и суссекские породы скота. Известь, древесный уголь, поташ, соль. Порох, кирпич, гончарные изделия. Канал Гильфорд — Арондель — Чичестер пересекает Суссекс на юге и западе. Главные города — Чичестер, Брайтон, Гастингс, Арондель, Рай, Ист-Гринстэд, Винчельси и др. Приморские города служат для летних купаний. Суссекс и большая часть графства Суррей составляли второе королевство, учрежденное саксонцами.

## Королевство Суссекс
Суссекс — одно из семи королевств Гептархии, основанное в конце V века в ходе англосакского завоевания Британии. После правления короля Осмунда (765—770) королевство попало под влияние более сильного соседа — королевства Мерсии, а в IX веке перешло в руки королей Уэссекса.

## Топонимика
Название предположительно происходит от древнесаксонского Sūþ Seaxe — «южные саксы».

## Суссекс в искусстве
Согласно произведениям Артура Конан Дойла, Шерлок Холмс, оставив сыск, удалился из Лондона и занялся пчеловодством именно в Суссексе.

## Суссекс в названии кораблей
Имя «Суссекс» носил фрегат флота Великобритании. Это двухпалубный корабль, длиной 50 метров и водоизмещением 1200 тонн. На корабле находилось 80 тяжелых пушек и ядра. В начале 1694 года флагманский корабль «Суссекс», возглавлявший эскадру из 12 кораблей, вышел из Великобритании с грузом золота и серебра в слитках и монетах, которые предназначались герцогу савойскому Виктору Амадею II для ведения войны с Францией. 19 февраля 1694 года во время сильного шторма корабль затонул в Средиземном море. Считается, что главной причиной этого стал перегруз корабля.